# Liste der Naturdenkmale in Eutingen im Gäu
| Naturdenkmale | Anzahl |
| ------------- | ------ |
| FND           | 1      |
| END           | 11     |
| Gesamt        | 12     |

Die Liste der Naturdenkmale in Eutingen im Gäu nennt die verordneten Naturdenkmale (ND) der im baden-württembergischen Landkreis Freudenstadt liegenden Gemeinde Eutingen im Gäu. In Eutingen im Gäu gibt es insgesamt zwölf als Naturdenkmal geschützte Objekte, davon ein flächenhaftes Naturdenkmal (FND) und elf Einzelgebilde-Naturdenkmale (END).
Stand: 31. Oktober 2016.

## Flächenhafte Naturdenkmale (FND)
| Name                                                           | Bild | Kennung     | Einzelheiten    | Position | Fläche Hektar | Datum        |
| -------------------------------------------------------------- | ---- | ----------- | --------------- | -------- | ------------- | ------------ |
| Karstquellen des Talbaches und der Lochbrunnen im Eutinger Tal |      | 82370270015 | Eutingen im Gäu | ⊙        | 2,6           | 9. Dez. 1937 |
| Legende für Naturdenkmal                                       |      |             |                 |          |               |              |

## Einzelgebilde (END)
| Name                                             | Bild | Kennung     | Einzelheiten    | Position | Fläche Hektar | Datum         |
| ------------------------------------------------ | ---- | ----------- | --------------- | -------- | ------------- | ------------- |
| Lindengruppe am Feldkreuz (2 200-jährige Linden) |      | 82370270012 | Eutingen im Gäu | ???      | 0,0           | 16. Sep. 1970 |
| 1 Krimlinde                                      | BW   | 82370270003 | Eutingen im Gäu | ⊙        | 0,0           | 12. Okt. 1992 |
| 1 Nußbaum                                        |      | 82370270007 | Eutingen im Gäu | ⊙        | 0,0           | 12. Okt. 1992 |
| 1 Sommerlinde                                    | BW   | 82370270004 | Eutingen im Gäu | ⊙        | 0,0           | 12. Okt. 1992 |
| 1 Stieleiche                                     | BW   | 82370270010 | Eutingen im Gäu | ⊙        | 0,0           | 12. Okt. 1992 |
| 1 Winterlinde                                    | BW   | 82370270005 | Eutingen im Gäu | ⊙        | 0,0           | 12. Okt. 1992 |
| 1 Winterlinde                                    | BW   | 82370270009 | Eutingen im Gäu | ⊙        | 0,0           | 12. Okt. 1992 |
| 1 Winterlinde                                    | BW   | 82370270011 | Eutingen im Gäu | ⊙        | 0,0           | 12. Okt. 1992 |
| 2 Roßkastanien                                   |      | 82370270008 | Eutingen im Gäu | ⊙        | 0,0           | 12. Okt. 1992 |
| 2 Winterlinden                                   | BW   | 82370270002 | Eutingen im Gäu | ⊙        | 0,0           | 12. Okt. 1992 |
| 2 Winterlinden                                   |      | 82370270006 | Eutingen im Gäu | ⊙        | 0,0           | 12. Okt. 1992 |
| Legende für Naturdenkmal                         |      |             |                 |          |               |               |